# Tettigometra fasciata
Tettigometra fasciata är en insektsart som först beskrevs av Jules Pièrre Rambur 1840.  Tettigometra fasciata ingår i släktet Tettigometra och familjen Tettigometridae.
Artens utbredningsområde är Spanien. Inga underarter finns listade i Catalogue of Life.